# Nagy Lajos (lelkész, 1857–1925)
Nagy Lajos (Kecskemét, 1857. május 12. – Kecskemét, 1925. december 13.) tanító, református lelkész és ipariskolai igazgató.

## Élete
Nagy Sámuel evangélikus szabó és a református Mádi Éva (Mádi Kovács Éva Mária) iparos szülők gyermeke. Középiskoláit szülővárosában a kegyesrendi és református gimnáziumban végezte. 1875. szeptemberben a budapesti református teológián subscribált és a négy évi tanfolyamot hallgatta. 1879. októberben Veresegyházára hívták nevelőnek; ahol a lelkésznek gyermekei mellett a lelkészi teendőkben is gyakorolta magát. 1880 őszén a kápláni vizsgát is letette, s Baranyába, Szabolcsba ment káplánnak. Egy évvel később Belvárdra rendelték. 1882. júliusban már Vörösmarton hirdette az igét. 1883 tavaszán tette le Sárospatakon a lelkészképesítő vizsgát és 1885 nyarán Czelder Márton mellett Kecskeméten munkálkodott mint segédlelkész és vallástanító. Innét egy év múlva Váradra ment levitának, majd Soltra tanítókáplánnak, ahol öt évig szolgált. 1891. szeptemberben Nagykőrösön tanítóképesítő vizsgát tett. Soltról 1893 őszén Körösladány református hívei választották meg tanító-káplánul, ahonnét tíz hónap múlva a szomszéd Szeghalom hívta meg lelkész-tanítónak, állását 1894. szeptember 11-én foglalta el. 1895. június 26-án a községi képviselőtestület őt választotta meg ipariskolai igazgatónak. Okleveles gyorsírótanár, tartalékos tábori segédlelkész, nyelvész és zenész volt. A leghosszabb időt Tiszaszalkán töltötte. Itt rendkívül széleskörű tevékenységet fejtett ki. Ő építtette meg a református templomot és minden erejével a hitélet emelésén fáradozott szép eredménnyel. 
1920-ban betegsége miatt nyugalomba vonult és szülőföldjére, Kecskemétre tért vissza. Állapota javult is, halála előtt egy évvel azonban ismét betegeskedni kezdett, érelmeszesedés kínozta. Halálát az ennek következményeként fellépett agyvérömlés okozta. 41 évig működött mint református lelkész. A Budai úti református temetőben lévő családi sírboltban helyezték örök nyugalomra. Felesége Apari Éva volt, aki közel 21 évvel élte túl, 1946. szeptember 1-jén hunyt el 88 éves korában.

## Munkája
- A nazarenusok Baranyában. Vörösmart, 1883.